# أكمية قنابية
أكمية قنابية (الاسم العلمي: Aechmea bracteata) هو نوع نباتي يتبع جنس الأكمية من فصيلة البروميلية.